# Execució extrajudicial
Una execució extrajudicial o extralegal és, segons el dret internacional humanitari, un cas de violació dels drets humans que consisteix en l'homicidi de manera deliberada d'una persona per part d'un servidor públic que es recolza en la potestat d'un Estat per justificar el crim. Pertany al gènere dels delictes contra persones i béns protegits pel dret internacional humanitari.
Una execució per part d'agents de l'Estat és extrajudicial quan no està dins dels següents paràmetres:
- La legítima defensa.
- En combat dins d'un conflicte armat.
- L'ús racional necessari i proporcionat de la força per fer complir la llei.
- Per imprudència, imperícia, negligència o violació del reglament.

La prevenció de les execucions extrajudicials va ser adoptada el 15 de desembre de 1989 per l'Assemblea General de l'Organització de les Nacions Unides sota Resolució 44/162. En aquesta resolució també s'estableixen les responsabilitats que ha d'assumir un Estat per prevenir aquests assassinats que són: establir prohibicions legals a aquestes execucions, evitar-les en garantir un control sobre els funcionaris autoritzats per la llei per usar la força i les armes de foc, garantir la protecció de persones que estiguin en perill de sofrir aquestes execucions i prohibir-ne a funcionaris superiors la seva autorització o incitació.